# ماروین رول
 ماروین رول (انگلیسی: Marvin Rolle؛ زاده ۱۵ نوامبر ۱۹۸۳) یک تنیس‌باز اهل باهاما است.